# Griechisches Gymnasium Fener
Das Griechische Gymnasium Fener (türkisch Özel Fener Rum Lisesi) ist die älteste existierende weiterführende griechische Schule in Istanbul und die älteste bis heute bestehende griechische Bildungseinrichtung überhaupt. Zu den Absolventen des Gymnasiums zählen zahlreiche Personen der türkischen, bulgarischen und griechischen Geschichte.

## Geschichte und Gegenwart
Gegründet im Jahre 1454 von Gennadios Scholarios als „Große Schule der Nation“ (griechisch Μεγάλη του Γένους Σχολή Megáli toú Genous Scholí) und Nachfolgeinstitut der byzantinischen Patriarchatsakademie, wurde sie bald zur Schule der prominenten griechischen (Phanarioten), bulgarischen, rumänischen und anderer christlich-orthodoxer Familien im Osmanischen Reich und den Donaufürstentümern. Zahlreiche osmanische Minister wie zum Beispiel Dimitrie Cantemir gingen hier zur Schule. Erster Rektor war Matthaios Kamariotis, ein aus Saloniki stammender Gelehrter der Renaissance-Ära.

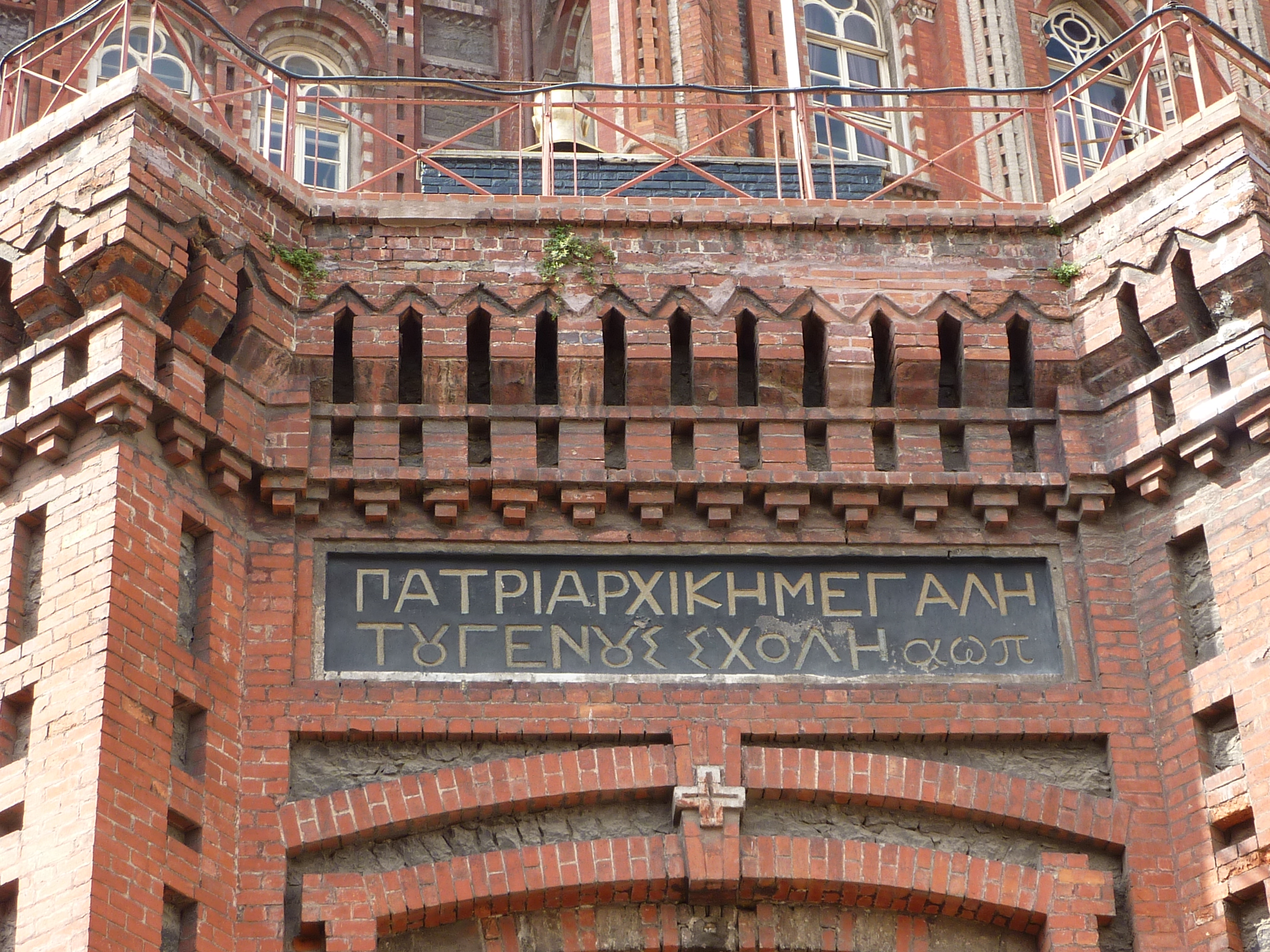
Inschrift über dem Haupteingang

Das derzeitige Schulgebäude befindet sich neben der Kathedrale des St. Georg im Stadtviertel Fener, das Sitz des Patriarchats ist. Es ist bei der örtlichen Bevölkerung unter den Namen „Das Rote Schloss“ oder „Die Rote Schule“ bekannt. In der Nähe befindet sich ebenfalls die bulgarisch-orthodoxe Kirche St. Stefan-Kirche.
Entworfen von dem osmanisch-griechischen Architekten Konstantinos Dimadis, wurde das Gebäude zwischen 1881 und 1883 mit einer Vermischung verschiedener Stilelemente ausgebaut, für einen Preis von 17.210 osmanischen Goldpfund, eine hohe Summe für diese Ära. Das Geld wurde von Georgios Zariphis bereitgestellt, einem griechisch-osmanischen Bankier und Finanzier, der zur Istanbuler Gemeinschaft der Rûm zählte. Trotz der Nutzung als Schule wurde das Gebäude oft als „das fünftgrößte Schloss in Europa“ bezeichnet – wegen seiner burgähnlichen Form. Die große Kuppel auf der Spitze des Gebäudes wird als ein Observatorium für den Astronomieunterricht genutzt und beinhaltet ein großes Teleskop.
Heute ist die Schule die zweitgrößte nach dem Zoğrafyon-Gymnasium und hat neben 15 griechischen Lehrern sechs türkische. Aufgrund der Gesetze wendet die Schule zusätzlich zu den griechischen Fächern (Griechische Sprache, Literatur und Religion) den türkischen Lehrplan an.

## Ehemalige Lehrer
- Gennadios Scholarios, (* um 1405- nach 1472), Patriarch von Konstantinopel, Theologe und Polemiker; Schulgründer
- Eugenios Voulgaris (1716–1806), griechischer Mönch, Theologe, Philosoph und Schriftsteller der frühen Aufklärung

## Ehemalige Schüler
- Iwan Bogorow (1818–1892), Arzt, Enzyklopädist, Förderer des Schulwesen und der bulgarischen Sprache
- Konstantinos Maleas (1879–1928), Maler
- Neofytos Vamvas (1776–1855), Gelehrter